# تشارلي هاربر
تشارلي هاربر (بالإنجليزية: Charlie Harper) هو لاعب كرة قدم أمريكية أمريكي، ولد في 14 أغسطس 1944 في هاسكل في الولايات المتحدة.

## وصلات خارجية
- تشارلي هاربر على موقع مرجع كرة القدم المحترفة.كوم (الإنجليزية)